# Енцо Ебосс
Енцо Ебосс (фр. Enzo Ebosse, нар. 11 березня 1999, Ам'єн) — французький і камерунський футболіст, захисник італійського «Удінезе» і національної збірної Камеруну.

## Клубна кар'єра
Народився 11 березня 1999 року в Ам'єні. Вихованець юнацьких команд футбольних клубів «Ам'єн» та «Ланс».
У дорослому футболі дебютував 2015 року виступами за другу команду останнього, в якій провів чотири сезони, взявши участь у 69 матчах Аматорського Чемпіонату Франції. З 2016 року почав залучатися до лав головної команди «Ланса», за яку, утім, провів лише декілька офіційних ігор.
Сезон 2019/20 провів у «Ле-Мані», після чого протягом двох років захищав кольори «Анже» в Лізі 1.
29 липня 2022 року уклав п'ятирічний контракт з італійським «Удінезе».

## Виступи за збірну
2014 року дебютував у складі юнацької збірної Франції (U-16), загалом на юнацькому рівні взяв участь у 7 іграх.
Маючи камерунське походження, погодився на рівні національних збірних захищати кольори своєї історичної батьківщини і 2021 року дебютував в іграх за національну збірну Камеруну.

## Статистика виступів

### Статистика клубних виступів
Станом на 29 липня 2022
| Сезон              | Команда            | Чемпіонат          | Чемпіонат | Чемпіонат | Національний кубок | Національний кубок | Національний кубок | Континентальні кубки | Континентальні кубки | Континентальні кубки | Інші змагання | Інші змагання | Інші змагання | Усього | Усього | Усього |
| Сезон              | Команда            | Ліга               | Ігор      | Голів     | Ліга               | Ігор               | Голів              | Ліга                 | Ігор                 | Голів                | Ліга          | Ігор          | Голів         | Ігор   | Голів  |        |
| ------------------ | ------------------ | ------------------ | --------- | --------- | ------------------ | ------------------ | ------------------ | -------------------- | -------------------- | -------------------- | ------------- | ------------- | ------------- | ------ | ------ | ------ |
| 2015–16            | «Ланс-2»           | АЧФ                | 9         | 0         |                    | -                  | -                  |                      | -                    | -                    |               | -             | -             | 9      | 0      |        |
| 2016–17            | «Ланс-2»           | АЧФ                | 18        | 0         |                    | -                  | -                  |                      | -                    | -                    |               | -             | -             | 18     | 0      |        |
| 2017–18            | «Ланс-2»           | АЧФ                | 17        | 0         |                    | -                  | -                  |                      | -                    | -                    |               | -             | -             | 17     | 0      |        |
| 2018–19            | «Ланс-2»           | АЧФ                | 25        | 1         |                    | -                  | -                  |                      | -                    | -                    |               | -             | -             | 25     | 1      |        |
| Усього за «Ланс-2» | Усього за «Ланс-2» | Усього за «Ланс-2» | 69        | 1         |                    |                    |                    |                      |                      |                      |               |               |               | 69     | 1      |        |
| 2016–17            | «Ланс»             | Л2                 | 0         | 0         | КФ+КЛ              | 0+1                | 0                  |                      | -                    | -                    |               | -             | -             | 1      | 0      |        |
| 2017–18            | «Ланс»             | Л2                 | 1         | 0         | КФ+КЛ              | 1+1                | 0                  |                      | -                    | -                    |               | -             | -             | 3      | 0      |        |
| 2018–19            | «Ланс»             | Л2                 | 1         | 0         | КФ+КЛ              | 1+0                | 0                  |                      | -                    | -                    |               | -             | -             | 2      | 0      |        |
| Усього за «Ланс»   | Усього за «Ланс»   | Усього за «Ланс»   | 2         | 0         |                    | 2                  | 0                  |                      |                      |                      |               |               |               | 6      | 0      |        |
| 2019–20            | «Ле-Ман-2»         | АЧФ2               | 5         | 0         |                    | -                  | -                  |                      | -                    | -                    |               | -             | -             | 5      | 0      |        |
| 2019–20            | «Ле-Ман»           | Л2                 | 16        | 0         | КФ+КЛ              | 1+2                | 0                  |                      | -                    | -                    |               | -             | -             | 19     | 0      |        |
| 2020–21            | «Анже»             | Л1                 | 6         | 0         | КФ                 | 0                  | 0                  |                      | -                    | -                    |               | -             | -             | 6      | 0      |        |
| 2021–22            | «Анже»             | Л1                 | 27        | 0         | КФ                 | 1                  | 0                  |                      | -                    | -                    |               | -             | -             | 28     | 0      |        |
| Усього за «Анже»   | Усього за «Анже»   | Усього за «Анже»   | 33        | 0         |                    | 1                  | 0                  |                      |                      |                      |               |               |               | 34     | 1      |        |
| 2022–23            | «Удінезе»          | A                  | 13        | 0         | КІ                 | 1                  | 0                  | -                    | -                    | -                    | -             | -             | -             | 1      | 0      |        |
| Усього за кар'єру  | Усього за кар'єру  | Усього за кар'єру  | 138       | 1         |                    | 9                  | 0                  |                      | -                    | -                    |               | -             | -             | 134    | 1      |        |

## Титули та досягнення
- Володар Суперкубка Польщі (1):

«Ягеллонія» (Білосток): 2024